# Milivoje Ćirković
Milivoje Ćirković (* 14. April 1977 in Nova Pazova) ist ein ehemaliger serbischer Fußballspieler.
Der Rechtsverteidiger Ćirković begann seine Karriere bei seinem Heimatverein Radnički Nova Pazova. Nach den Stationen Budućnost Valjevo, Milicionar und Teleoptik Zemun wechselte er im Januar 2000 zum Partizan Belgrad. Mit Partizan Belgrad wurde er sechs Mal Meister, drei Mal Pokalsieger und erreichte in der Saison 2004/05 das Achtelfinale des UEFA-Cups. Nach der Saison 2009/10 beendete er seine Karriere. 
Cirkovic debütierte am 15. November 2000 beim Spiel gegen Rumänien in der Nationalmannschaft. Insgesamt kam er dort zu neun Einsätzen.